# Stadthaus (Bonn)

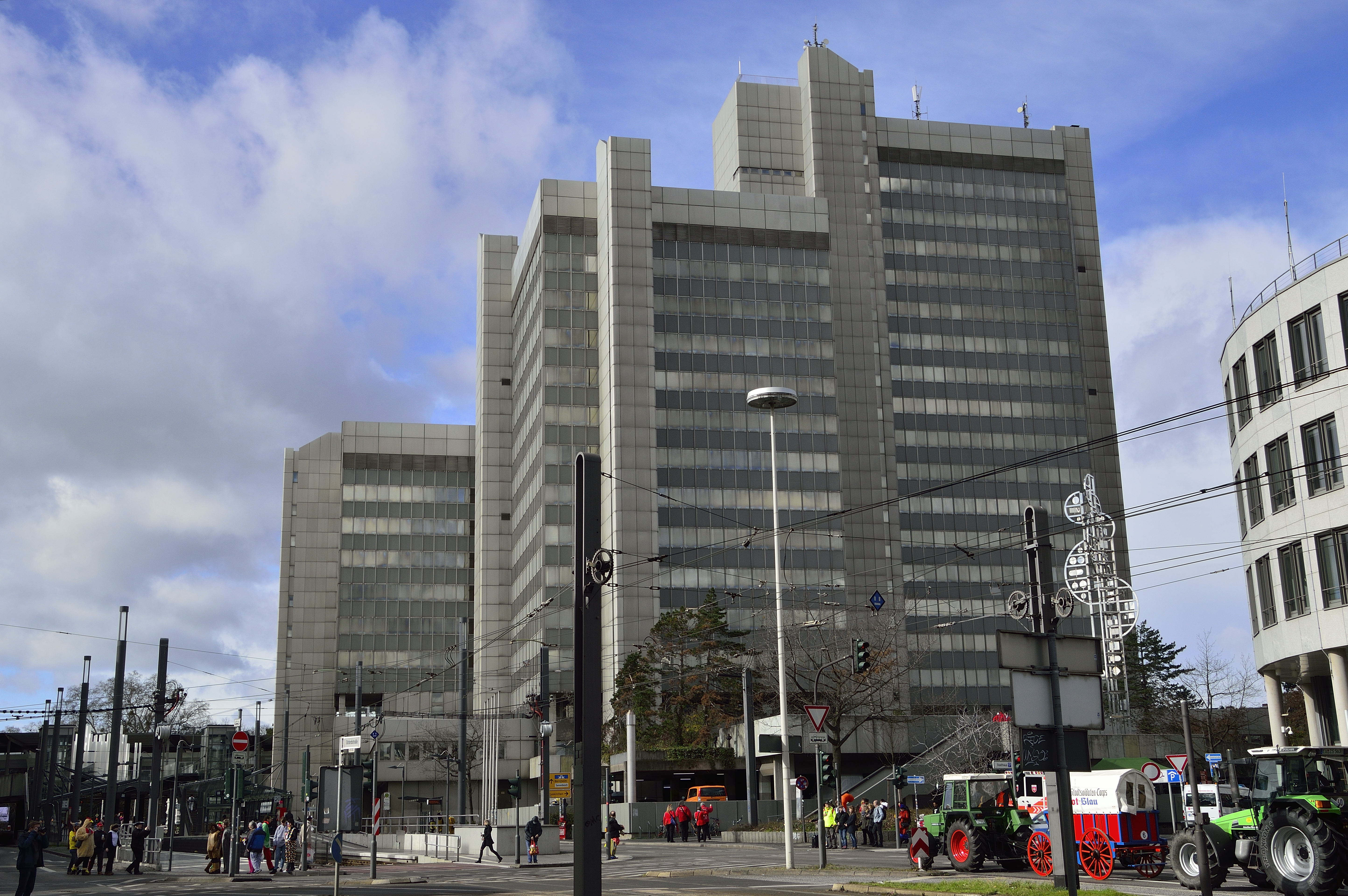
Stadthaus nach Demontage der Vorhangscheiben (2019)

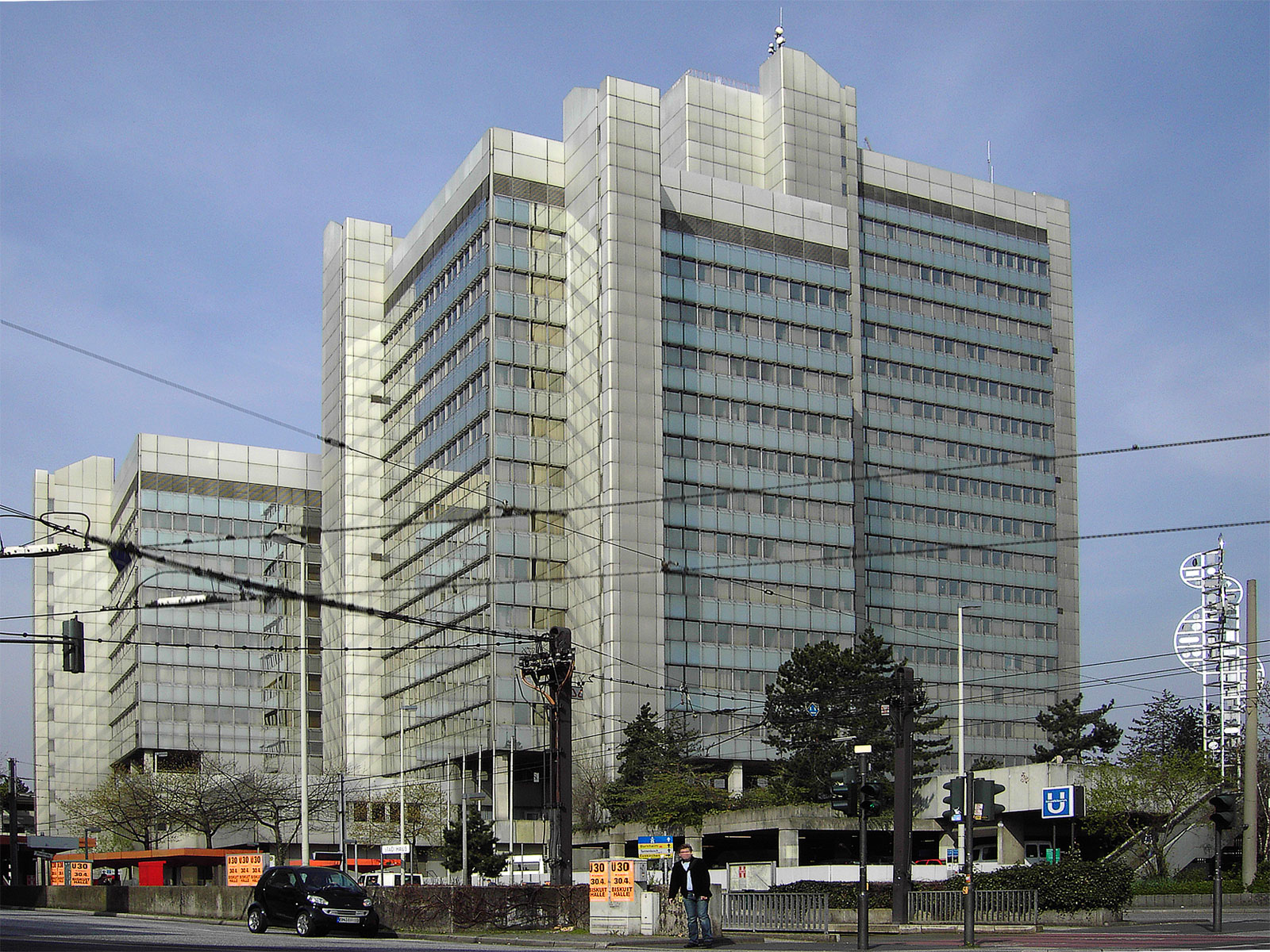
Stadthaus vor Demontage der Vorhangscheiben (um 2005)

Das Stadthaus in Bonn ist seit 1978 der Sitz der städtischen Verwaltung. Das 72 m hohe Gebäude befindet sich am Berliner Platz an der südlichen Grenze der Nordstadt.

## Baugeschichte
Nachdem die ehemals selbstständigen Städte Beuel und Bad Godesberg sowie sechs ehemalige Gemeinden des Amtes Duisdorf 1969 nach Bonn eingemeindet worden waren, erhöhte sich der Bedarf an Büroräumen für die Stadtverwaltung. Sie war bis dahin im Neuen und Alten Rathaus sowie an etwa 50 weiteren Standorten in der Stadt untergebracht gewesen. Deshalb wurde im Jahr der Eingemeindung ein Architektenwettbewerb ausgeschrieben, an dem sich 73 Büros beteiligten. Ausgewählt wurde der Entwurf der Stuttgarter Architekten Heinle, Wischer und Partner.

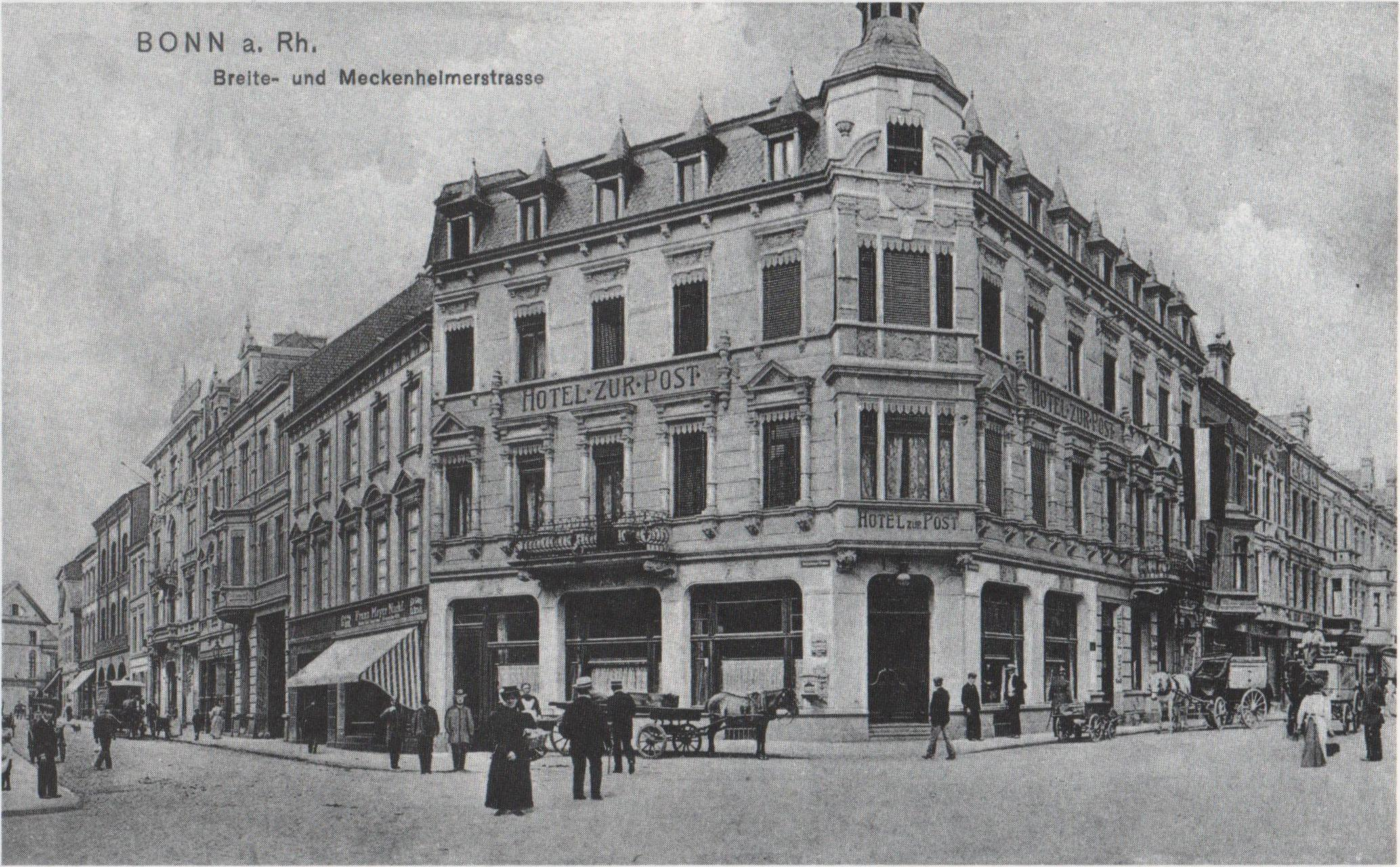
Ursprüngliche Bebauung an der Stelle des heutigen Stadthauses, Ecke Breite Straße/Meckenheimer Straße (1909)

Der durch den Neubau geplante Abriss mehrerer Straßenzüge der gründerzeitlichen Nordstadt löste Proteste aus. Erbaut wurde das Stadthaus von Oktober 1973 bis Ende 1977, am 13. April 1978 tagte der Stadtrat erstmals in seinem neuen Ratssaal und am 20. Mai 1978 wurde es eingeweiht. Die Baukosten beliefen sich auf insgesamt 182,5 Mio. DM.

## Gestalt
Konstruktiv basiert das Stadthaus auf einem einheitlichen Raster von 8,40 × 8,40 m. Über dem als Parkhaus ausgebildeten Sockelgeschoss des Stadthauses setzen fünf verschieden hohe Punkthochhäuser auf. Die im Grundriss quadratischen Türme sind in zwei Gruppen annähernd kreisförmig angeordnet, sie haben zwischen sechs und siebzehn Geschosse und beherbergen Großraumbüros. Zwischen den Türmen, etwa im Zentrum der Gesamtanlage, öffnet sich ein Lichthof. Er ist von einem sogenannten Windkreuz überspannt, einer Stahlrohrrahmenkonstruktion, die keine statische Funktion hat, sondern das Mikroklima positiv beeinflussen soll.
Den Türmen vorgehängt ist eine Leichtmetallfassade mit einer metallbeschichteten Sonnenschutzverglasung, die dem Gebäude – abhängig von der Tageszeit und dem Wetter – eine je unterschiedliche Wirkung gibt. Vor den Brüstungsbändern der einzelnen Geschosse waren bis 2013 Glasplatten als Vorhangscheiben angebracht, die jeweils um etwa 20 cm auskragten und der Fassade eine charakteristische reliefartige Struktur gaben. Von Oktober 2013 bis Februar 2014 und von Juni bis August 2014 wurden die Vorhangscheiben wegen Materialermüdung aus Sicherheitsgründen demontiert. Nach oben abgeschlossen werden die Fassaden der Türme jeweils durch ein Technikgeschoss, dessen Metallverkleidungen zusammen mit einem umlaufenden Band von Lüftungsöffnungen nach Art einer Attika angelegt sind. Die fünf Hauptbaukörper werden begleitet von Treppenhäusern und Aufzugsschächten, die vollständig metallverkleidet und im Kontrast zu den Bürotürmen mit abgerundeten Ecken und markanten, angeschrägten Bekrönungen versehen sind.

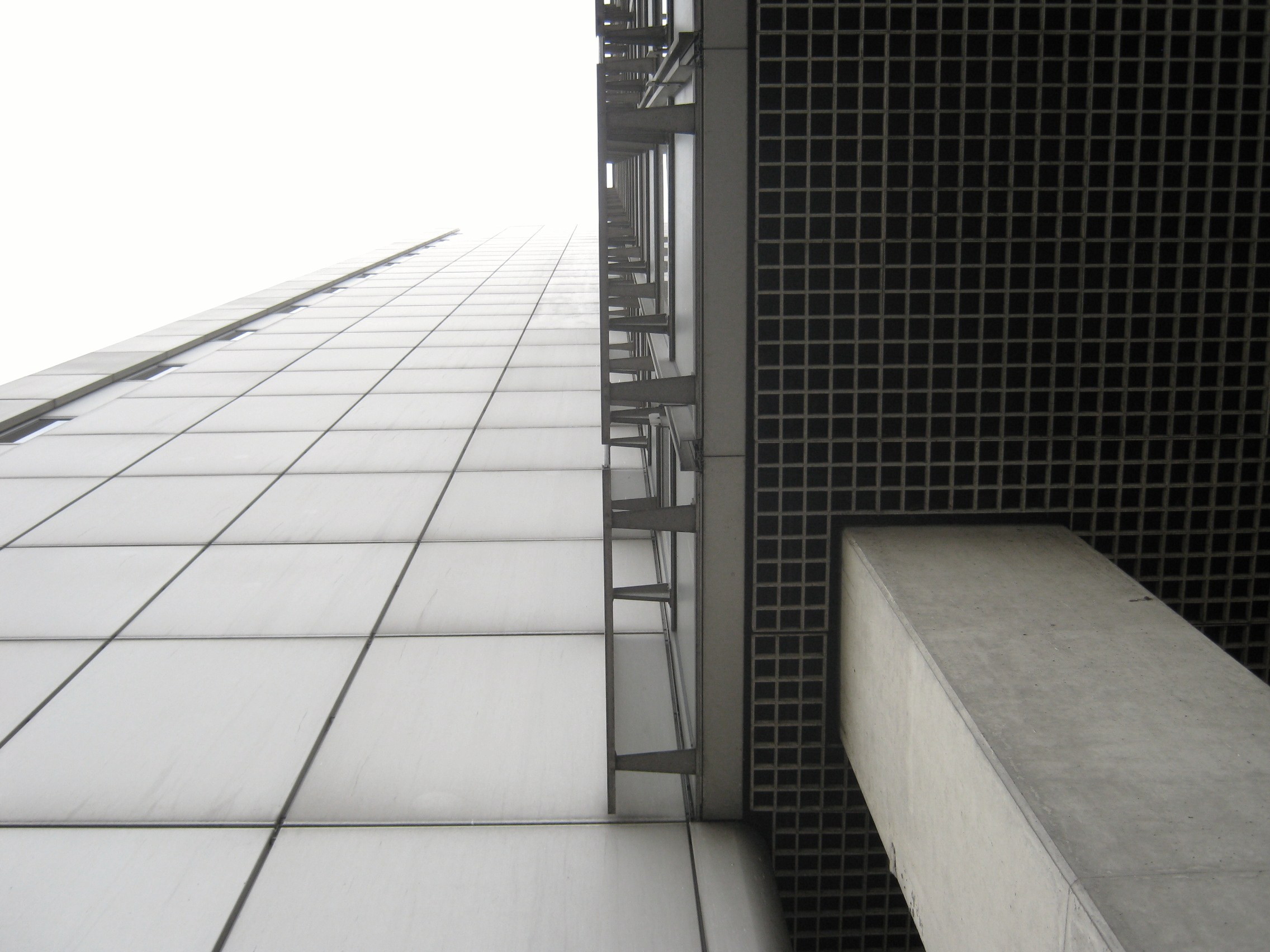
Fassade aus der Untersicht
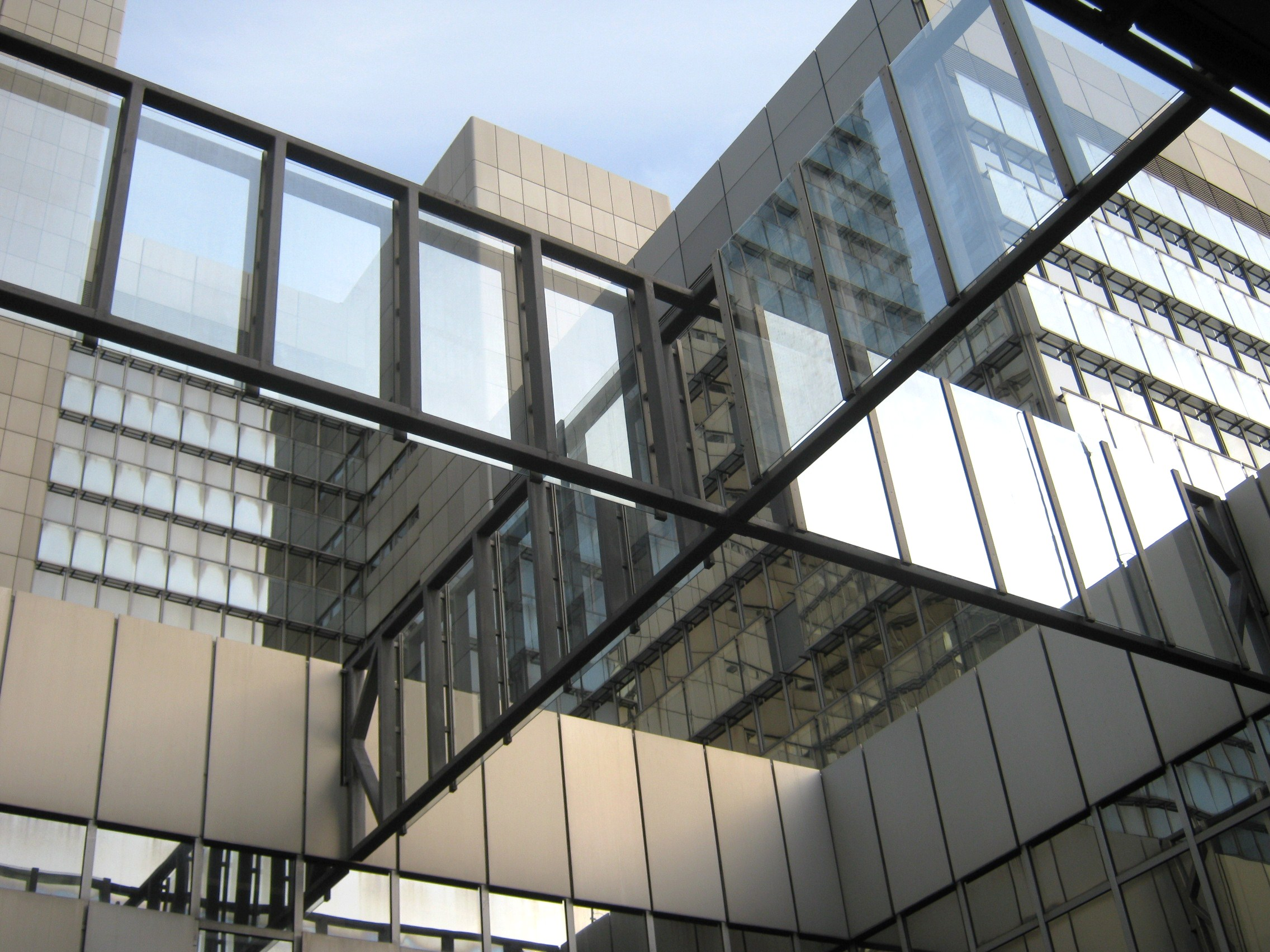
Windkreuz im Lichthof
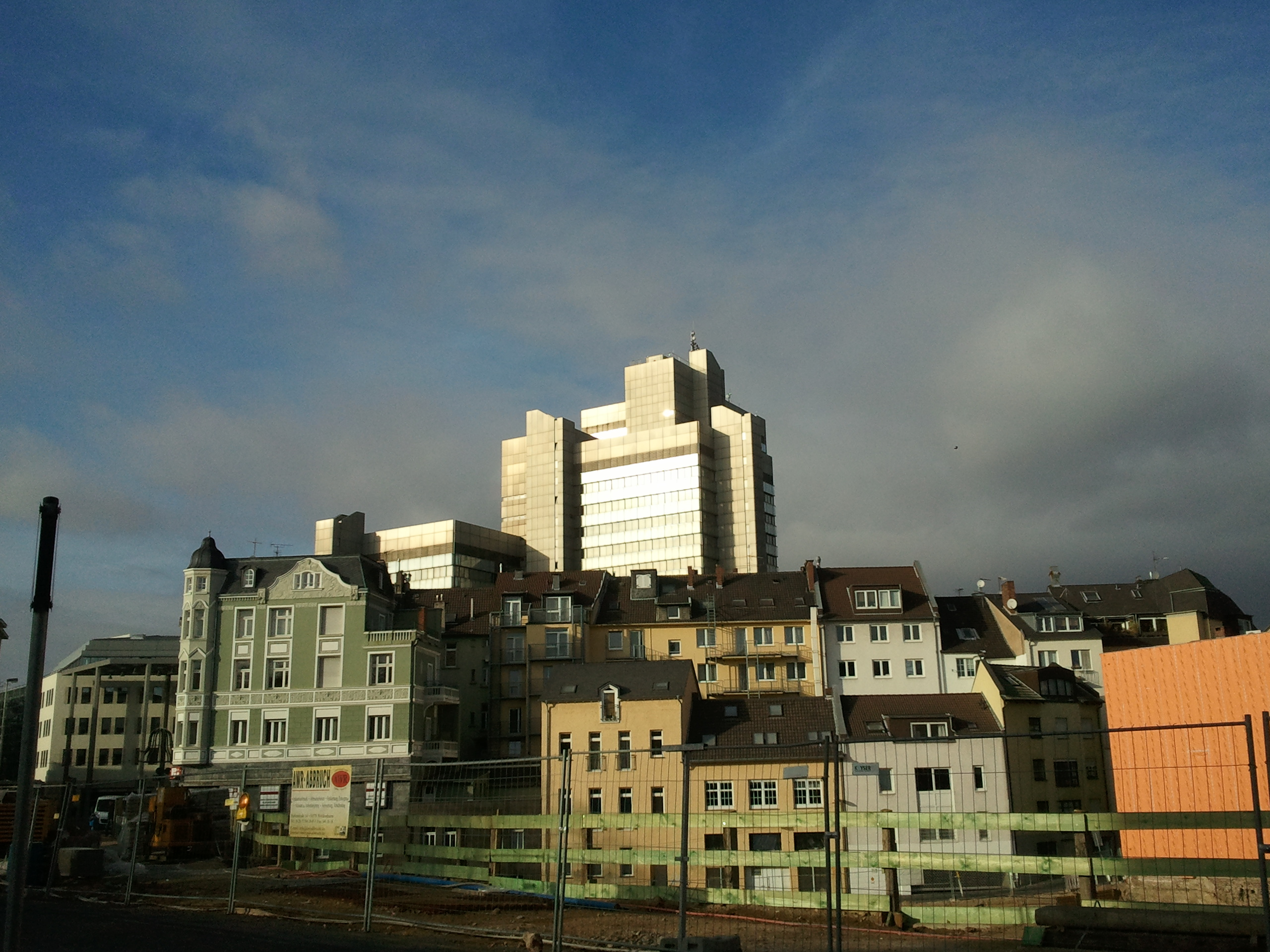
Fassadenwirkung in der Abendsonne
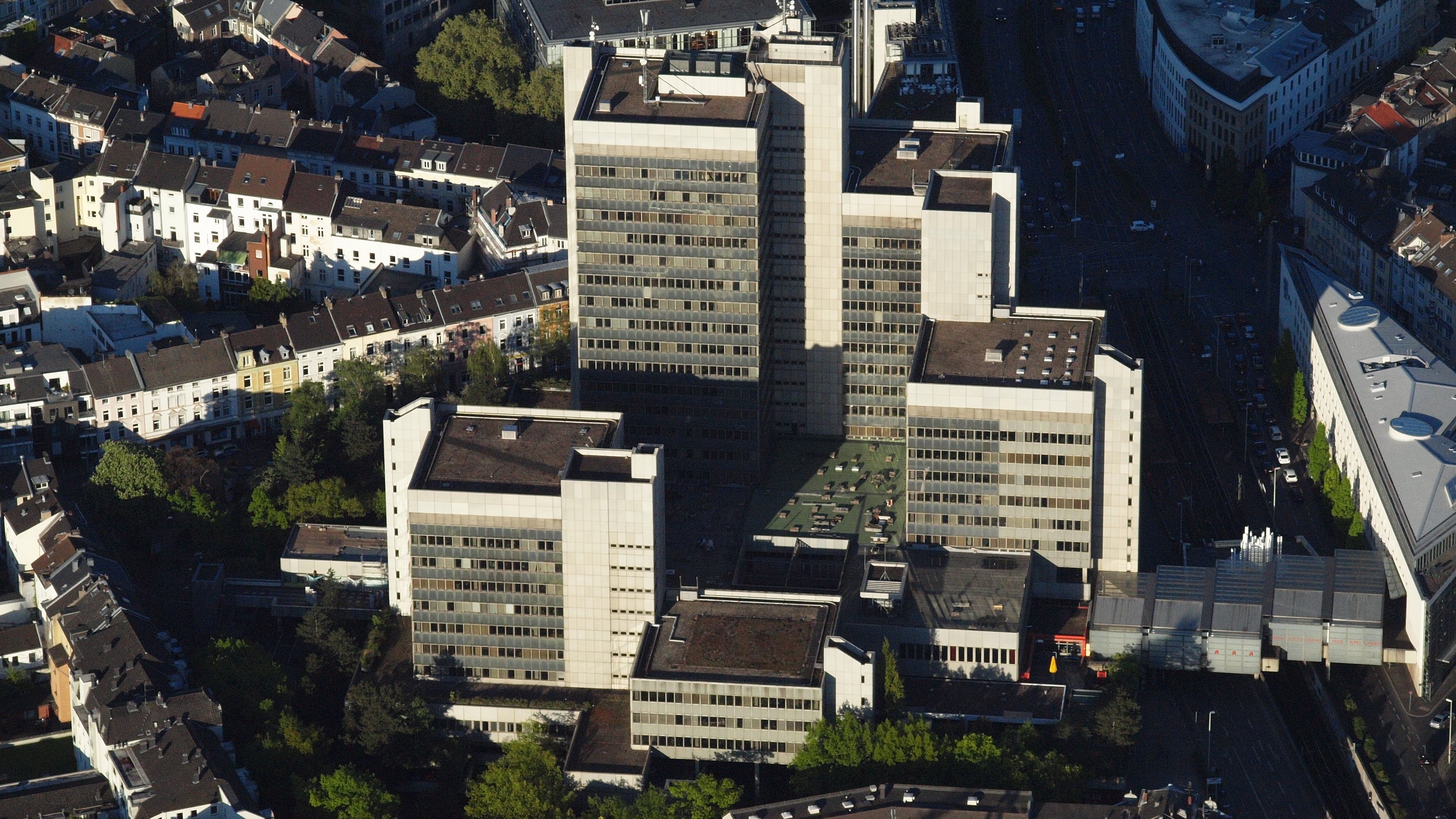
Luftaufnahme aus westlicher Richtung

## Städtebauliche Einbindung

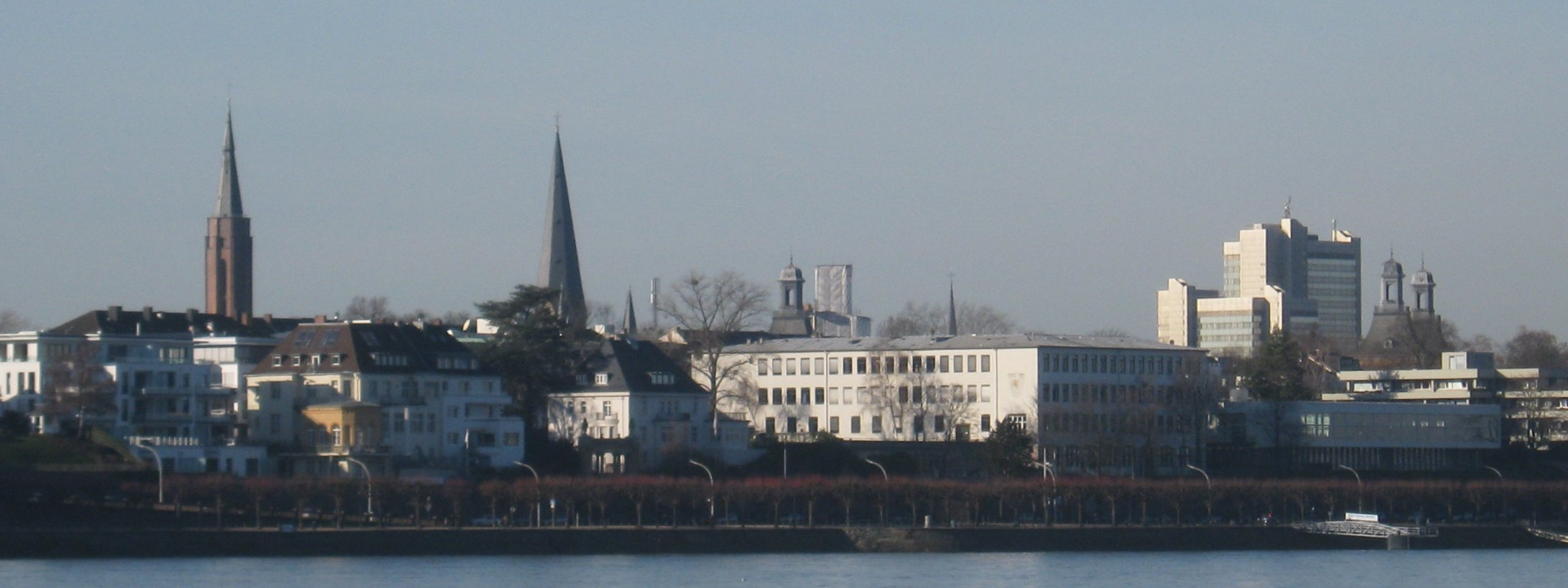
Ansicht der Bonner Innenstadt vom Beueler Rheinufer (rechts das Stadthaus)

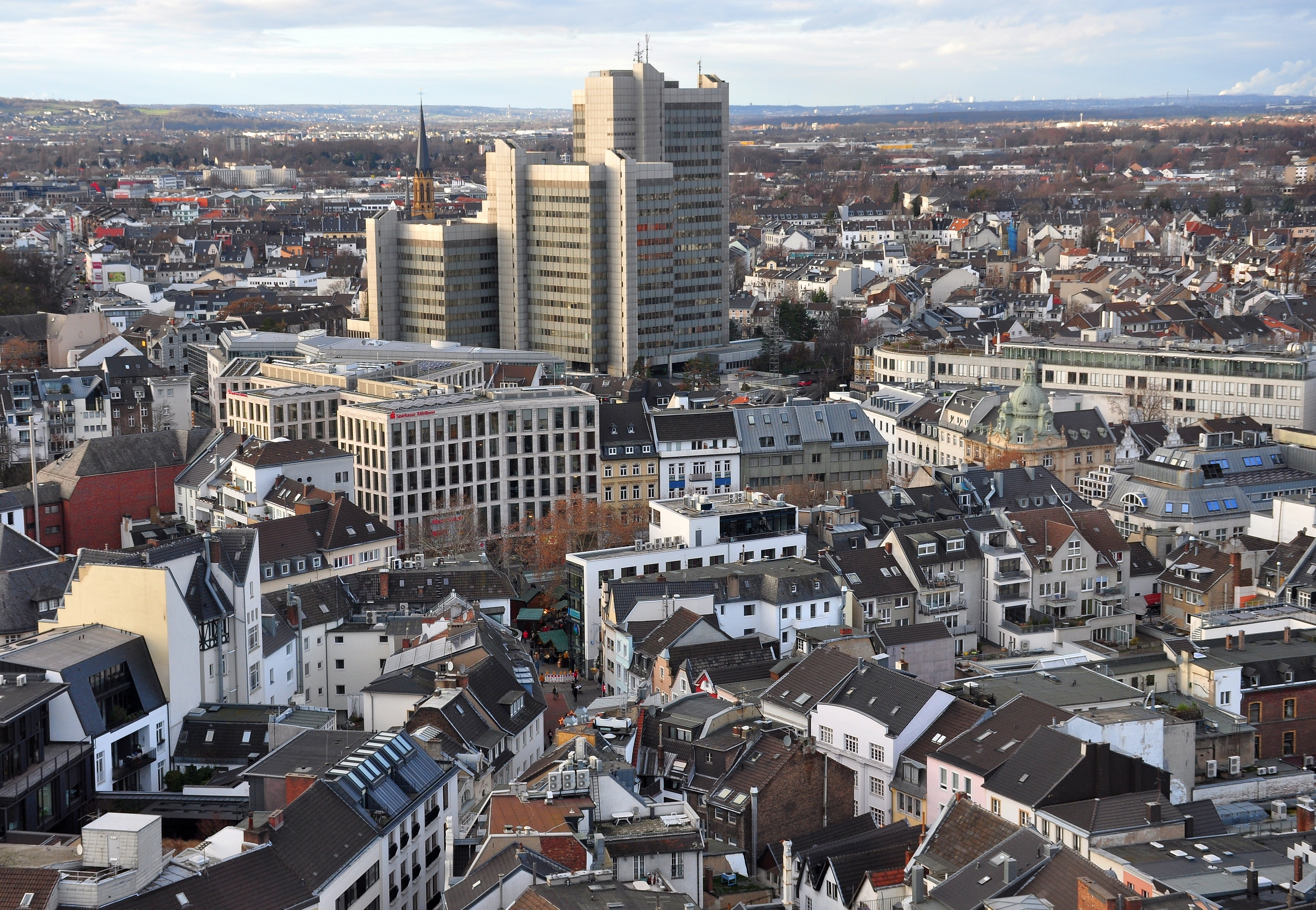
Das Stadthaus – eine städtebauliche Dominante

Das Stadthaus war Teil eines geplanten, der Innenstadt nahen Hochhausensembles, das nicht zur Gänze realisiert wurde. Der Entwurf folgte der für die Architektur der Nachkriegsmoderne typischen Idee einer „städtebaulichen Dominante“, eines weithin sichtbaren Blickpunktes und ideellen Zentrums, die wohl auch als kommunales Gegenstück zu dem den Bund repräsentierenden ehemaligen Abgeordnetenhochhaus in der Gronau (dem sogenannten Langen Eugen) gedacht war. Der beabsichtigte Markierungs-Effekt ergibt sich vor allem auf der Oxfordstraße bis hin zum Bertha-von-Suttner-Platz. Vom Beueler Rheinufer betrachtet gliedert sich das Stadthaus dagegen weitgehend in die bis heute von ähnlich hohen Sakralbauten wie dem Bonner Münster und der Kreuzkirche und den vier Türmen der Universität geprägte Stadtsilhouette ein. Die dominierende Wirkung des Gebäudes für sein näheres Umfeld ist bis heute umstritten.
Gegenüber den angrenzenden Straßenzügen der Nordstadt ist der Grundriss des Stadthaus-Komplexes leicht verschwenkt, geht damit auf Distanz zur Nachbarbebauung; Bäume und Grünanlagen bilden eine Zone des Übergangs. Am Nord- und Westrand des Komplexes sind kleine Plätze ausgebildet. Als südliche Anbindung des Stadthauses entstand nach dem Abbau des dort aufgestellten Römerkrans und dem Abriss der östlichen Fußgängerbrücke am Berliner Platz von 1996 bis 1998 nach Plänen des Kölner Architekten Thomas van den Valentyn das Büro- und Geschäftshaus Loggia am Stadthaus, das einen bestehenden Rolltreppenzugang zur sogenannten Stadthausbrücke integrierte.
Die Verkehrsanbindung erfolgt über eine Stadtbahn-Haltestelle im Süden – die von 2014 bis 2015 vollständig umgebaut wurde –, die Einfahrt in das Parkhaus ist davon getrennt und befindet sich an der Nordseite. Es bietet 325 PKW-Stellplätze und ist täglich 24 Stunden geöffnet. Für Fußgänger existiert kein ebenerdiger Zugang zum Stadthaus, stattdessen werden Besucher durch in allen Himmelsrichtungen angefügte Rampen und Treppenanlagen unmittelbar auf die sogenannte Plus-Eins-Ebene geleitet. Von den zum Teil mit Fahrtreppen ausgestatteten Aufgängen gehen Erschließungsachsen aus, welche sich am Lichthof im Zentrum des Komplexes kreuzen. Dort befindet sich eine Gaststätte sowie der Zugang zum Foyer. Die drei am häufigsten aufgesuchten Ämter (Einwohnermeldeamt, Straßenverkehrsamt und Stadtarchiv) sind ebenfalls direkt von dieser überdachten Passage aus zugänglich.
Insgesamt ist dem Stadthaus deutlich abzulesen, dass es nach Maßgabe des in den 1960er Jahren dominierenden städtebaulichen Leitbildes der „verkehrsgerechten Stadt“ geplant wurde. Der bewusste Verzicht der Architekten auf einen ebenerdigen Haupteingang zugunsten einer dezentralen, netzartigen Wegeführung gehört heute zu den am häufigsten vorgebrachten Kritikpunkten gegenüber dem Gebäude.

## Kunst am Bau

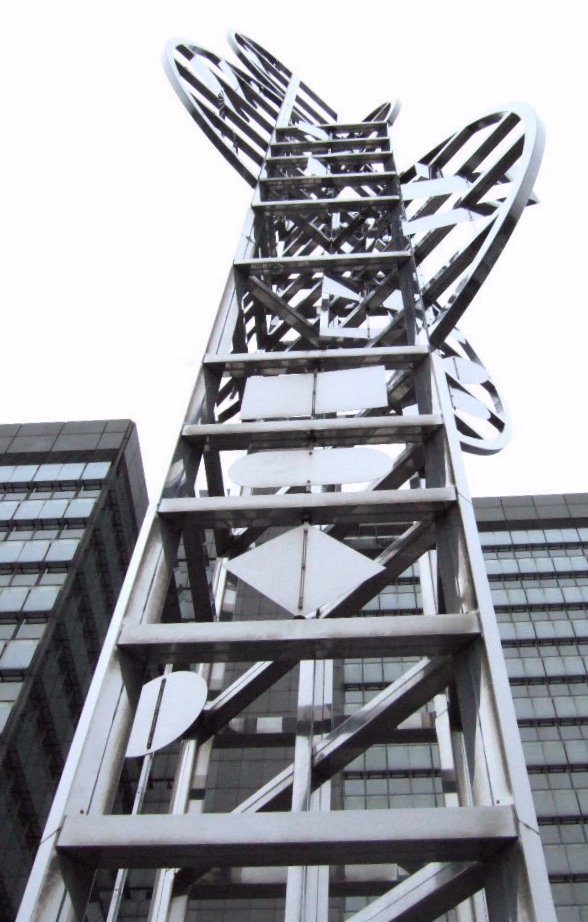
Skulptur von Nicolas Schöffer: Chronos 15 (1975–77)

Auf der Ostplattform des Stadthauses steht die 1975 vom französischen Bildhauer Nicolas Schöffer entworfene Skulptur Chronos 15 aus poliertem rostfreiem Stahl. Sie wurde ab 1. Juli 1977 am Stadthaus installiert und am 12. Juli eingeweiht. Es handelt sich um einen lichtkinetischen Turm mit einer Höhe von 20 m auf quadratischem Grundriss von 160 × 160 cm. Das Gerüst besteht aus fünf Stützen aus quadratischen Röhren – vier äußeren und einer mittleren – die durch diagonale Querstreben zu einer Kreuzkonstruktion verbunden sind. In verschiedenen Höhen ansetzend, laufen schneckenlinienförmig jeweils vier große und kleine Halbkreisbögen um die Kernachse herum. In die Skulptur integriert sind 56 vom Wind bewegte Metallspiegel unterschiedlicher Form und Größe. Ursprünglich wurden sie von Motoren betrieben und von 56 Scheinwerfern in den Farben, weiß, blau, rot, gelb und orange angestrahlt, sodass sich im Zusammenspiel einer permanenten Wandlung unterliegende visuelle Eindrücke ergaben. Die zur Steuerung dieser Effekte notwendige komplizierte Technik erwies sich als fehleranfällig, sodass die Stadt Bonn 1985/86 Scheinwerfer und Motoren entfernen ließ. Die Skulptur gliedert sich dem Gebäude insbesondere aufgrund der vergleichbaren Materialästhetik schlüssig an.:66 f.
Auf der südlichen, die Stadtbahnstrecke überspannenden Zugangsrampe (Stadthausbrücke) befindet sich die 1975–77 von Günter Ferdinand Ris geschaffene und am 13. September 1977 aufgestellte Brunnenskulptur Lichtwald (Lichtfeldspiegel) (auch Wasserlichtfeldspiegel) aus rostfreiem Stahl. Sie setzt sich auf einem Becken mit einem Durchmesser von 10 m aus 45 unterschiedlich hohen (450–600 cm) weißen Stelen auf C-förmigen Grundrissen zusammen und fungiert als – nachts durch eingebaute Neonröhren beleuchtete – Kennzeichnung der Stadtbahn-Haltestelle. Ein Wasserfilm auf dem leicht geneigten Boden spiegelt sowohl die einen „Lichtwald“ bildenden Stelen als auch die umgebende Architektur.:67 f.
Auf der Ostplattform des Stadthauses steht die Bronzeskulptur Ruhe (Stille) des rumänischen Bildhauers Ladis Schwartz von 1977, die 1980 zunächst im Innenbereich am Foyer aufgestellt und später ins Freie versetzt wurde. Sie besteht aus einem zylinderförmigen Sockel, der nach oben hin von einer flachen, überkragenden und drehbaren Scheibe abgeschlossen wird, und einer auf dieser aufliegenden organischen Form.:68 f.
Im Innenhof (Lichthof) des Stadthauses befindet sich auf einem weißen Fußbodenquadrat mit Lichtöffnungen das in den Jahren 1974–1977 vom Designer Rolf Müller unter Mitarbeit des Grazer Architekten Heinz Wondra erstellte und am 25. September 1979 abgenommene Design-Objekt Spiegelfaltung aus rostfreiem Stahl. Es basiert auf der Geometrie des Würfels und ist 360 cm hoch auf einem in der Hauptfläche 720 × 720 cm messenden Grundriss. Das Objekt wird – in formmäßiger Annäherung an eine geöffnete, aufgefaltete Pyramide – von jeweils zwei stehenden und liegenden gleichschenkligen sowie einem um 45° geneigten Dreieck gebildet. Die Unterkonstruktion besteht aus feuerverzinktem Profilstahl. Das Licht wird von den glänzenden Oberflächen vielfältig gespiegelt und gebrochen sowie über das schräg gestellte Dreieck in den Bereich der Eingangshalle des Stadthauses reflektiert, sodass dieser relativ dunkle Standort am Schnittpunkt zwischen den Stadthaustürmen eine raumerweiternde Aufwertung erfährt.:69
Ein Farbleitsystem, wie es in vielen Großbauten der sechziger und siebziger Jahre zu finden ist (etwa an der Ruhr-Universität Bochum und im ebenfalls von Heinle, Wischer & Partner entworfenen Olympischen Dorf in München), sollte die Orientierung innerhalb des Stadthaus-Komplexes erleichtern. Es wurde entwickelt von den Designern Anton Stankowski und Rolf Müller, die für das Gebäude außerdem „eine Gesamtgestaltung mit wegbegleitenden Stelen (Stankogramme), Hinweisschildern, Etagenziffern und weiteren Informationselementen“ erarbeiteten. Diese aufwendige und nach einheitlichem Plan umgesetzte gestalterische Konzeption prägt den Eindruck des Stadthauses maßgeblich mit.
Die Bodenbeläge im Außenbereich sind an vielen Stellen durch einen Wechsel von hellen und dunklen Platten gestaltet; auffällige, kleinteilige Muster weisen auf Eingänge in das Gebäude hin. Dem Boden des östlichen Vorplatzes ist mit solchen Mitteln auf ganzer Breite eine Kreuzform eingeschrieben worden.

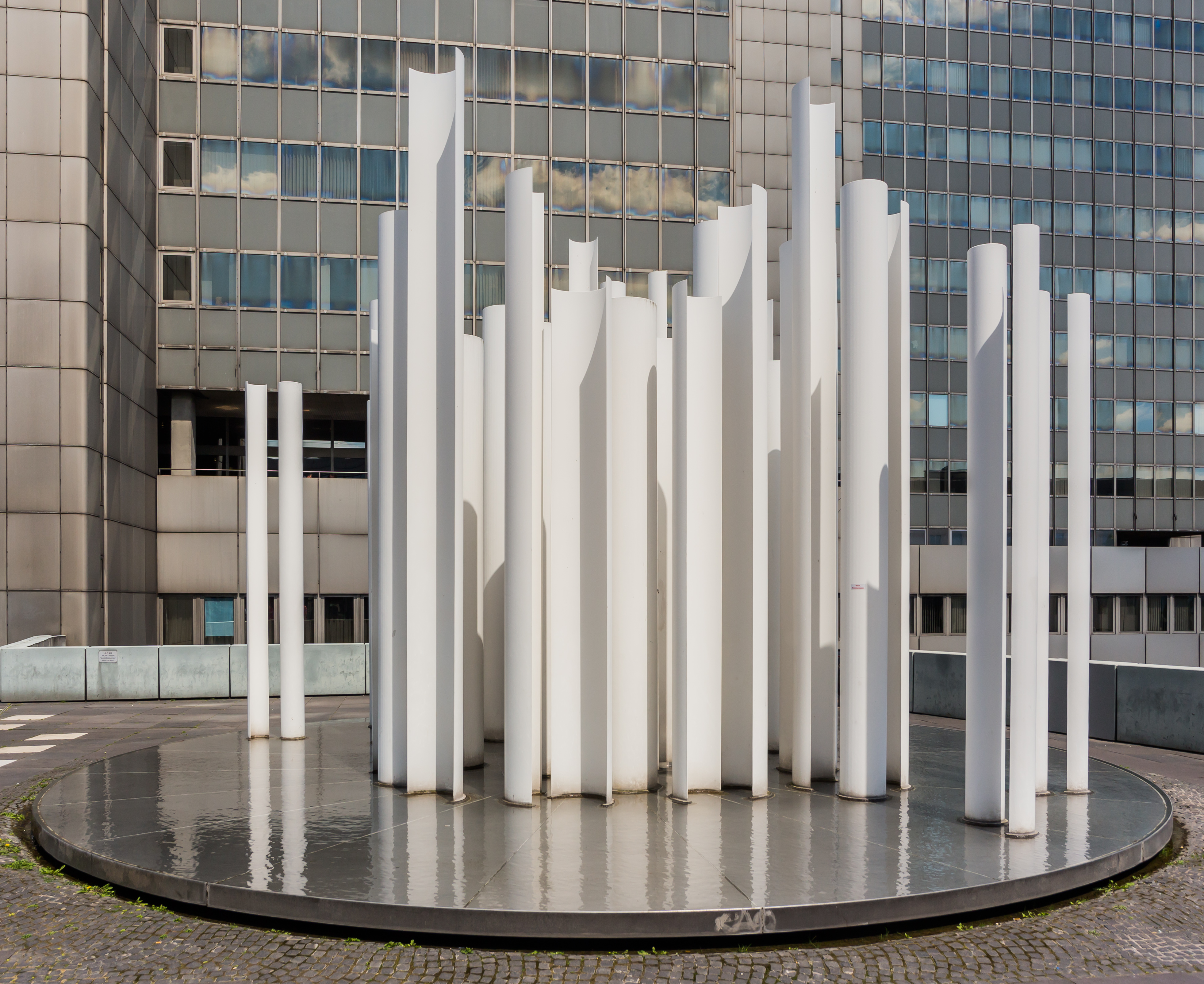
Wasserlichtfeldspiegel von Günter Ferdinand Ris
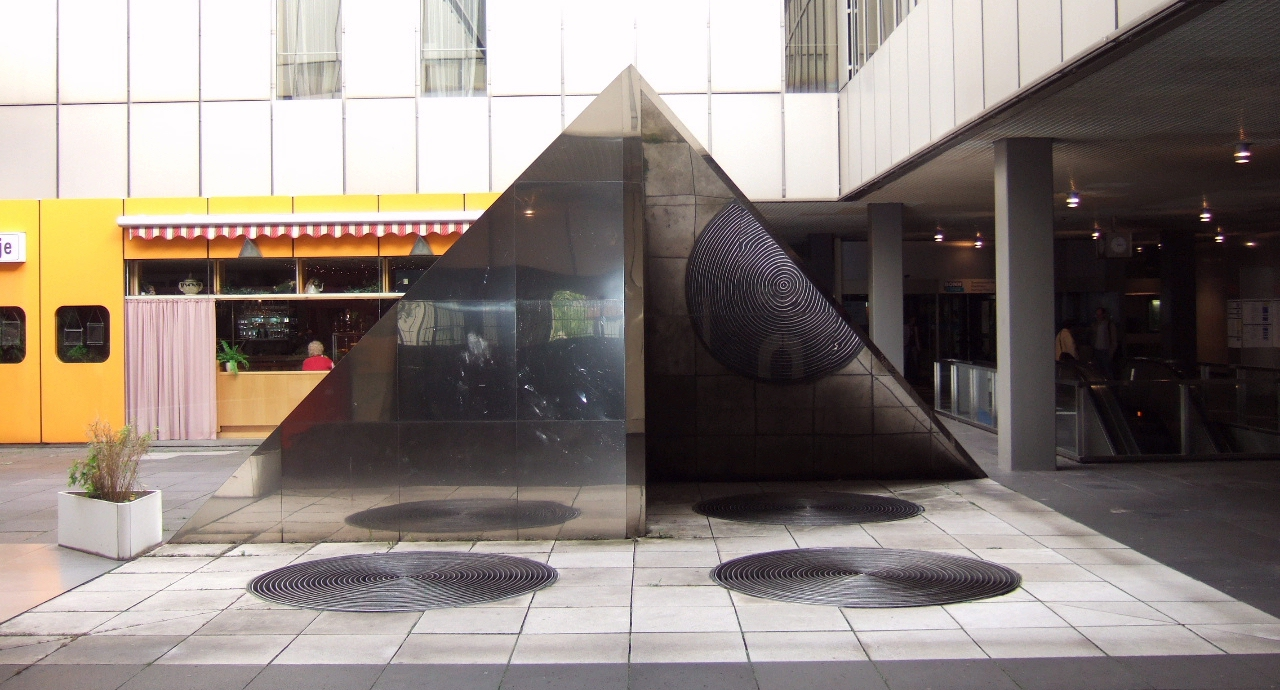
Spiegelfaltung (1974–77) von Rolf Müller im Lichthof
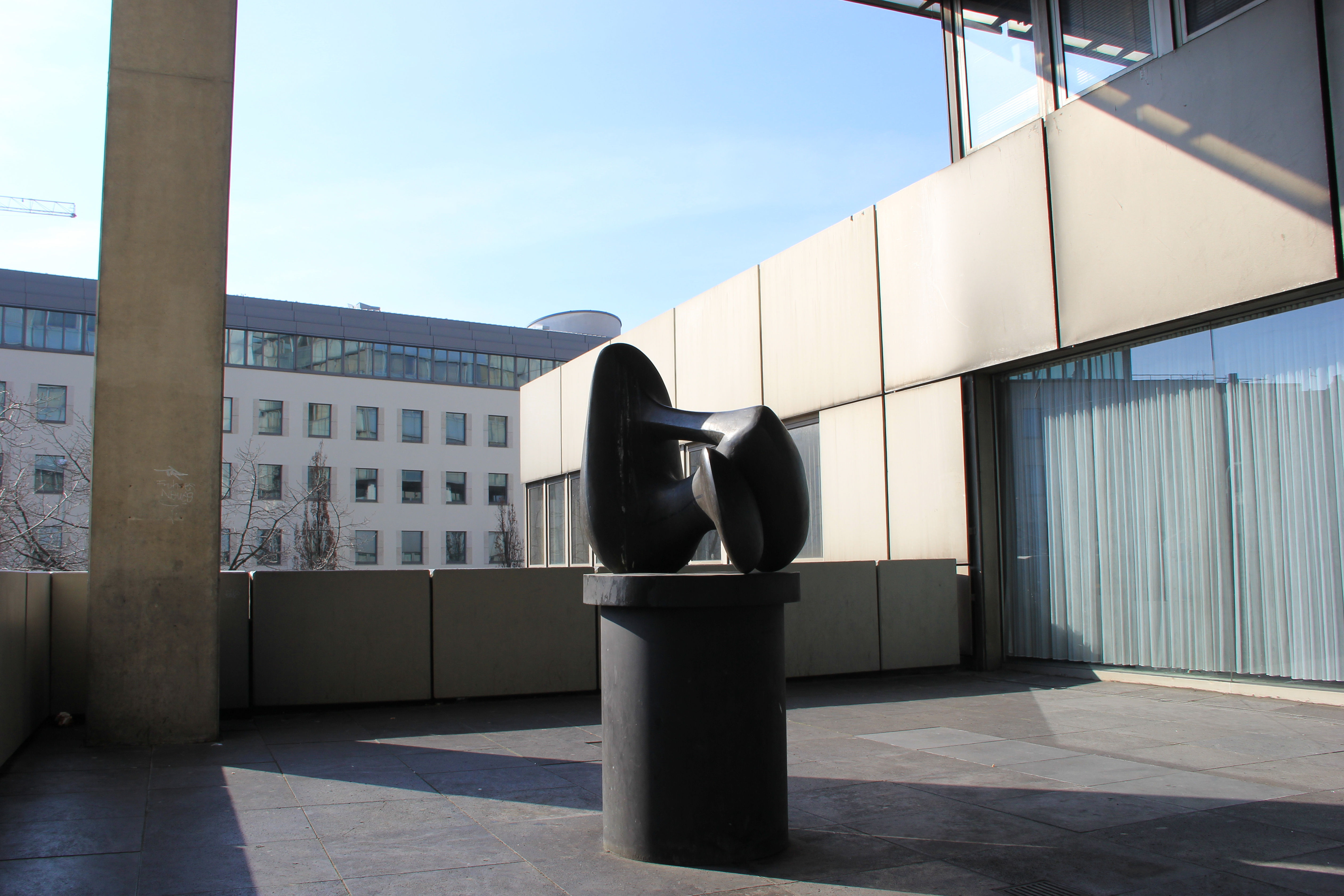
Ruhe (Stille) von Ladis Schwartz
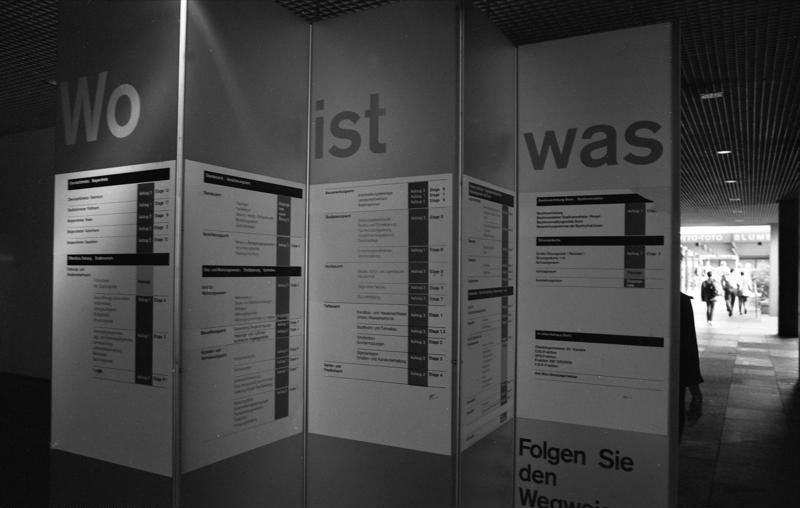
Farbleitsystem

## Zustand
2007/2008 sollten die Brandmeldeanlage, Fahrtreppen sowie die Elektrotechnik des Bonner Stadthauses für 6 Millionen Euro erneuert werden. In der Folgezeit stellte sich weiterer Sanierungsbedarf heraus. Schadhaft sind unter anderem die Böden der Parkdecks, was bereits zu Wassereinbrüchen in den darunter liegenden Magazinräumen des Stadtarchivs führte. Die Stadt Bonn schätzte die Kosten auf 120 Mio. Euro. Das Gebäudemanagement favorisierte eine solche Komplettsanierung und der Stadtrat legte sich 2012 in der Haushaltsplanung auf eine Sanierung des Gebäudes fest. Im Oktober 2020 sprach sich Bonns neu gewählte Oberbürgermeisterin Katja Dörner für einen Stadthausneubau an anderer Stelle und den Abriss des bisherigen Gebäudes aus. Der Bau solle von einem Generalunternehmer durchgeführt werden. Im September 2021 wurde bekannt, dass bis zu 300 Betonstützen in den Untergeschossen des Gebäudes beschädigt sind und saniert werden müssen, die Sanierung kann im laufenden Betrieb erfolgen.
Bereits seit Längerem existiert eine Vielzahl an Vorschlägen zu einer Inwertsetzung des Stadthauses. Während der Bund Deutscher Architekten (BDA) Bonn-Rhein-Sieg das Stadthaus im Jahr 2011 noch als „hoffnungslos veraltet“ einschätzte und als Standort für einen Neubau den Bahnhofsvorplatz vorschlug, hat er inzwischen drei Projektstudien zu den Möglichkeiten von Sanierung und Umbau vorgestellt.

## Rezeption
„Drohend schiebt sich westlich vom Friedensplatz das neue Bonner Stadthaus in die Höhe und setzt einen markanten Blickpunkt in der Silhouette der Stadt. (…) Anerkannt sei auch das Bemühen, die sterile Atmosphäre aufzulockern durch gezielte Anwendung von Farben und durch Aufträge an moderne Künstler und Designer. (…) Doch alle diese netten Spielereien vermögen die optische Bedrohlichkeit des Beton- und Glasgebirges nicht zu mildern, das sich überhaupt nicht in die historische Umgebung einfügt.“

„Architektonisch und konzeptionell ist [das Stadthaus] durchaus geglückt: Der stark gegliederte Baukörper aus fünf unterschiedlich hohen Turmkomplexen zeichnet sich durch untereinander wohl abgewogene Proportionen aus und wirkt durch die hell gehaltene Leichtmetallfassade mit sonnengeschützter Verglasung im Grunde lebendig und spannungsreich gestaltet. Ein solcher Bau, der im Stadtbild Frankfurts zweifellos als Bereicherung empfunden würde, ist für Bonn jedoch problematisch. Seine überdimensionale Gestalt verwehrt jede Möglichkeit einer organischen Einbindung in den städtebaulichen Zusammenhang, läßt den Bau ohne Bezug zur Umgebung, unpassend und selbstherrlich erscheinen.“

„Das Stadthaus hat [im Rahmen eines Umbaus] eine Chance zum Modellprojekt für den Umgang mit den Großbauten der 1960er Jahre zu werden und damit auch die Ressourcen aus den Nachkriegsjahren in einen neuen Lebenszyklus zu überführen.“